# Central Tejos historia
Denna artikel behandlar kraftverket Central Tejos i Lissabon historia.
Under det sista kvartalet av artonhundratalet speglade Lissabon det som hände i de europeiska storstäderna, och var en stad i full expansion och förbrukningen av el växte också i takt med urbaniseringen av staden: först ersatte elen den gasbaserade gatubelysningen, och sedan kom de elektriska motorerna som stegvis blev allt vanligare inom industrin, och slutligen försågs de mer välbärgade hemmen med hushållsel.
I Lissabon fanns det två kraftverk som tillhandahöll elektricitet åt staden: Central da Avenida (1889) och Central da Boavista (1903). De hade samma namn som områdena där de var belägna, och det var av samma anledning som man under den inledande fasen av projektet i Central Tejo kallade Central Tejo för Central da Junqueira, eftersom det låg i området Junqueira. Dock bytte man namn på elverket när det väl var byggt, i officiella dokument och på fasaderna av anläggningen, och det kom då att anta namnet på den närliggande floden – Tejo.

## Det ursprungliga Central Tejo
De små kraftverken som fanns i huvudstaden (Avenida och Boavista) blev föråldrade på grund av den ökande efterfrågan av el och de var också belägna i starkt urbaniserade områden och producerade allvarliga miljökonsekvenser för folket och man saknade även utrymme för de nya utbyggnaderna som förväntades inom elsektorn.
Av samma skäl åtog sig i början av 1908 det bolag som innehade tillståndet för produktion och distribution av el i Lissabon, Companhias Reunidas de Gás e Electricidade (samlingsbolag för gas och el) (CRGE) att bygga ett nytt kraftverk i Lissabon. I tillståndsförfarandet bad de om tillåtelse att installera ett "nytt kraftverk" som skulle ligga i ett industriområde som sträckte sig från örlogsbasen och Pedrouços-stranden i den västra delen av staden.
Området som valdes var beläget precis halvvägs mellan Palácio de Belém och Cordoaria Nacional av Junqueira, som finns än idag. Då, efter att ha anskaffat kapital för att finansiera det nya kraftverket, påbörjades i mars 1908 byggandet av anläggningen som kom att leverera el till Lissabon och dess omgivande region i över fyra decennier.
Den slutliga tekniska projekteringen gjordes av ingenjören Lucien Neu, som utnyttjade allt användbart utrymme genom att placera turbinerna centralt och pannorna på båda sidor. Projektet genomgick flera ändringar och arbetet tog längre tid än vad som ursprungligen uppgetts. Det företag som ansvarade för uppförandet av byggnaderna var Vieillard & Touzet, som lät cirka 50 arbetare arbeta med dessa konstruktioner.
Sommaren 1909 invigdes Central Tejo, men i slutet av år 1910 hade det skett stora förändringar på insidan, som inköp av nya turbogeneratorer och utbyggnad av pannrummet, bland annat uppfördes en ny 36 meter hög skorsten, format som en omvänd, hoptryckt pyramid.
Från bygget och fram till år 1912 hade Central da Junqueira förvärvat nya maskiner för att öka sin produktion. Man startade 1908 med två generatorer, vardera med en effekt på 1 MW, som kom från Central da Boavista, och sex pannor av märket Delaunay - Belleville. Utbyggnaden 1910 inbegrep installation av tre nya turbogeneratorer av märket Brown Boveri & Cª, som ökade den totala effekten till sammanlagt 7,75 MW, samt fyra pannor till en början och senare fem andra pannor med högre förångningskraft.
Under 1912, när all utrustning redan var installerad, inrymde det ursprungliga Central Tejo 15 små Belleville pannor och fem grupper av generatorer som levererade el till Lissabons elnät.
När det gällde utsidan hade den byggnad som inrymde denna omfattande samling av maskiner, en sorts arkitektur typisk för små kraftverk från slutet av artonhundratalet, de så kallade "el-fabrikerna". Planlösningen motsvarade en längsgående anläggning som var täckt på två sidor och tre angränsade hallar längs den västra sidan. Mellan dessa fördubblade två smäckra skorstenar fabrikens höjd och "vakade" över anläggningen. På fasaderna i norr och söder fanns inskriptionen: “1909 / Cªs Reunidas Gás e Electricidade/Kraftverket Central Tejo.”
Detta ursprungliga Central Tejo var planerat att verka under en period av sex år (1908–1914) tills det att CRGE kunde få fram nödvändiga medel för att bygga ett större kraftverk med större kapacitet. Utbrottet av första världskriget ledde dock till att denna tidiga fas av Central Tejo förlängdes och kraftverket fortsatte att vara i drift fram till år 1921. Produktionen och distributionen av el stod inför väldigt svåra förhållanden eftersom bland annat det bränsle som användes var av dålig kvalitet och till följd av detta gick pannorna sönder, vilket i sin tur fördröjde utbyggnaden och utvecklingen av stadens elnät.
Trots dessa svårigheter fortsatte konstruktionen av byggnaden för lågtryckspannor och i slutet av 1916 började kraftverket få ånga från de första två lågtryckspannorna som var installerade i den nya byggnaden (som fortfarande var under uppbyggnad) men man hade redan säkrat de nödvändiga förutsättningarna för att förstärka den nuvarande uppsättningen av generatorer.
Sedan lågtrycksbyggnaden hade byggts och varit fullt funktionsduglig under 1921, skrotades det ursprungliga Central Tejo och avaktiverades för att ge plats åt verkstäder och lager. Några år senare, på grund av behovet av att bygga en ny högtrycksbyggnad, revs byggnaderna från denna tidiga fas av anläggningen 1938 utan att lämna kvar några spår.

## Det nuvarande Central Tejo
Behovet att bygga ett nytt kraftverk för att uppfylla de växande behoven av el och i och med det dåliga skick av ursprungliga Central Tejo, gjorde att man år 1914 startade konstruktionen av nya byggnader och installation av maskiner med större effekt. Detta blev en fas av tillväxt och modernisering som inte upphörde förrän installationen av den 15:e och sista pannan år 1951.
Generellt sett kan vi urskilja två huvudsakliga byggperioder:
- Den första varade mellan 1914 och 1930 och motsvarar lågtrycksinstallationen, under vilken lågtryckspannor och maskinrum installerades och utökades.
- Den andra varade mellan 1938 och 1951 och motsvarar högtrycksinstallationen, den arkitektoniska struktur som har förblivit oförändrad fram tills idag. Detta märks i synnerhet när det kommer till helheten av byggnaden för högtrycks pannor.

### Lågtryck
I och med konstruktionen av byggnaden för lågtryckspannor och det nya maskinrummet, började man på Central Tejo tänka på såväl produktiva aspekter som arkitekturen, och tegel fick pryda de synliga fasaderna på hela anläggningen.
Även under lågtrycksperioden är det möjligt att urskilja tre faser i konstruktionen:
- Den första mellan 1914 och år 1921. Motsvarar början av konstruktion av byggnaden för pannor, kolmataren och maskinrummet.
- Den andra mellan 1924 och 1928 skiljer sig från den första expansionen genom installation av en ny generatorgrupp, kylsystemet och dess kanaler, under vilken en ny byggnad uppfördes för att inrymma nya pannor och ännu en kolmatare, identiska med de som redan fanns.
- Slutligen den tredje fasen mellan 1928 och 1930, under vilken de slutliga utvidgningarna av pannrummet skedde – genom förvärvandet av större ugnar och av maskinrummet.

#### Första fasen (1914–1921)
Konstruktionen av lågtrycksbyggnader och maskiner började 1914. I projektet ingick fabriksbyggnader: två längsgående byggnader täckta på två sidor, som var och en inrymde sex lågtryckspannor av märket Babcock & Wilcox, ett maskinrum med kapacitet för två 8 MW turbingeneratorer från tyska AEG, en kontrollbyggnad och en mindre transformatorstation. Bygget gjordes från norr till söder och från öster till väster; och dessutom funderade man på en senare utvidgning söderut till stranden av floden Tejo.
Strax efter det att bygget påbörjades bröt första världskriget ut och orsakade förseningar och problem med leveranstider för turbogeneratorer som beställts från Tyskland, och maskinerna hölls kvar fram till slutet av kriget. Men under 1916 monterades de första två lågtryckspannorna (som projektet valde att kalla nummer 5 och 6) som skulle försörja generatorerna i den ursprungliga anläggningen.
Under de kommande två åren installerades två nya pannor (nummer 3 och 4) som tillsammans med 5 och 6,överskred effekten som de gamla generatorerna från ursprungliga Central Tejo kunde klara. CRGE konstaterade att det var viktigt att få in ännu en turbingenerator utöver de två generatorerna som beställts från den tyske leverantören flera år tidigare och som ännu inte hade levererats, och började bygga en del av maskinrummet som skulle inhysa den nya generatorn. Under 1919 togs en ny turbogenerator av det schweiziska märket Escher Wyss med en effekt på 7,5 MW i drift.
Året därpå installerades de resterande pannorna (nummer 1 och 2) och nu, när kriget var över, kom de två beställningarna från tyska AEG fram och togs äntligen i drift 1921. Med den slutliga installationen av dessa sex pannor och tre generatorer stabiliserades produktionen och man kunde demontera utrustningen i det föråldrade Central da Junqueira.

#### Andra fasen (1924–1928)
Så småningom, på grund av ökad elförbrukning, var det återigen nödvändigt att göra nya och viktiga arbeten vid Central Tejo för att utöka och slutföra rummet för lågtryckspannor. Programmet som utarbetats av CRGE innebar en utbyggnad av en industribyggnad som skulle inrymma tre nya lågtryckspannor samt att köpa en ny generator.
Under år 1922 genomfördes därför en undersökning om installation av panna nummer 7 och 9 och möjligheten att arbeta med pulvriserat kol, som tidigare inte hade gett något resultat. Man hade i panna nummer 6 provat att genomföra detta men processen hade inte varit tillfredsställande. Emellertid tänkte man använda pulvriserat kol i panna nummer 11.
Det ”nya pannrummet”, som det kallades, byggdes ut söderut mot floden Tejo. Frontfasaden, som aldrig gjordes klar, var tillfälligt stängd med ett tenntak och en metallkonstruktion som efterliknade burspråksfönstren på motsatt sida, eftersom man förväntade sig en tredje och sista expansion av detta lågtrycksrum. Panna 7 och 9, av märket Babcock & Wilcox, var de första som installerades i det nya rummet, under 1924 respektive 1925. Den tredje, panna nummer 11, var av märket Humboldt och blev installerad 1928. Eftersom den använde pulvriserat kol hade den en egen kvarn.
Maskinrummet gick inte igenom någon förändring av sina dimensioner, men inuti inrättades en ny generator på 8 MW 1925, nummer 4 av märket Stal-Asea. Det byggdes också kanaler och två sifoner i de nya kylkretsplattformarna, som ledde vattnet från floden in i Central Tejo.

#### Tredje fasen (1928–1930)
Det var i den tredje konstruktionsfasen av den första perioden av Central Tejo som byggandet av fabrikshallar avslutades (både pannrummet och maskinrummet). Redan 1928, samma år som för installationen av panna 11, togs det ett beslut att gå vidare och köpa de två sista lågtryckspannorna, 8 och 10, från den mest anlitade leverantören, Babcock & Wilcox, på grund av förseningar av pannor av märket Humboldt. Men först i slutet av 1930 avslutades dess slutmontering.
Den nya delen av fabriken har behållit samma estetiska linje som den tidigare strukturen men med större dimensioner. Den tillfälliga fasaden av tenn togs bort och sedan byggdes byggnaden mot floden, och fick den slutliga fasad som kan ses än idag.
När det gällde maskinrummet fanns också behovet av att riva den befintliga södra fasaden för att expandera fabriksområdet mot floden och anpassa den till pannrummet, för att möjliggöra installation av den nya och senaste generatorn av märket Escher Wyss/Thompson (som tilldelades nummer 5 i sekvensen) samt för att tillhandahålla ett utrymme på bottenvåningen för lossning och hantering av turbiner, generatorer och diverse utrustning. Förstärkningen av maskineffekt bidrog på samma gång till en utökning av enheter för kylvattenförsörjning, man byggde två nya sifoner, en för att ta emot vatten och den andra för evakuering, vilket alltså blev totalt fyra sifoner.
Efter cirka femton år av bygge och tillbyggnad hade Central Tejos lågtrycksfas slutligen tre stora produktionsområden: pannorna, maskinerna och transformatorstationen, som var belägna längs med floden. Pannrummet bestod av fyra stora industriella hallar som skapade ett fritt utrymme inuti, som inhyste elva lågtryckspannor, tio av märket Babcock & Wilcox (brittisk teknologi) och ett av märket Humboldt (tyskt ursprung). Maskinrummet som är ett längsgående utrymme samt ett öppet utrymme, lodrätt till pannrummet, inhyste fem generatorer med olika effekt och av olika märken: Escher Wyss, AEG, Stal-Asea och Escher Wyss/Thomson.

### Högtryck
Även om man under perioden mellan 1930 och 1938 arbetade med lågtryck, gjordes en serie arbeten med syfte att möjliggöra och förbereda Central Tejo för en framtida produktion med högtryck, vilket innebar uppförandet av en ny byggnad. 
Platsen där denna nya byggnad planerades att byggas var i det ursprungliga Central Tejo, trots att där fanns verkstäder och lager: Innan rivningen måste man säkerställa en ny plats att härbärgera dessa kompletterande funktioner som var nödvändiga för driften av kraftverket. För detta ändamål köpte man mark och byggnader i det gamla sockerbruket Senna Sugar Estates, Ltd., som tillhörde Companhia de Açúcar de Moçambique (Mozambiques sockerbolag), beläget på östra sidan av Central Tejo.
I början av detta årtionde började turbogeneratorerna 2 och 3 av märket AEG att orsaka problem och hade återkommande haverier, och därför sökte man 1934 om licens och tillstånd att installera två generatorer av samma märke men med dubbel effekt. Vid slutet av 1935 installerades och invigdes turbogenerator nummer 2. Detta var även samma datum som man slutfört installationen av en ny spänningsutrustning, vilket gjorde det möjligt att transformatorstationen Central Tejo försörjde Lissabonregionen och Tejo-dalen till Santarém med ström. Under slutet av det följande året ersattes och installerades även en ny generator, nummer 3.
På grund av installation av nya generatorer för större effekt var det nästan obligatoriskt med den senare installationen av de första högtryckspannorna (nummer 12, 13 och 14) till följd av den ökade energin hos ångan som producerats i dessa, att faktiskt utnyttja kraften som grupperna turbogeneratorer möjliggjorde. Pannor beställdes på nytt från tillverkaren Babcock & Wilcox och deras stora dimensioner bestämde konstruktionen av den största byggnaden i det industriella komplexet, byggnaden för högtryckspannor.
Under 1938, då den ursprungliga centralen inte längre användes, påbörjades rivningen av det som återstod av den gamla centralen för att bygga nytt på platsen, fabriksområdet Central Tejo. Arbetena tilldelades flera företag: för blandningssilo och kolhiss valdes Societé des Pieux Franki, som startade arbetet i september samma år. Metallstrukturen och anläggningsarbeten överläts åt det portugisiska företaget Vulcano & Colares, som började bygga de första strukturella elementen och pannorna i mars 1939.
Det betonas i den nya byggnaden att hela strukturen är byggd av stål och beklädnaden har samma inriktning som lågtrycksbyggnaden, dvs. tegel på de synliga fasaderna. Skillnaden ligger i dekorationen som här, till skillnad från resten av anläggningen, uppvisar ett utpräglat inflytande av renässansens klassiska palats.
Under den period då högtrycksbyggnaden tog form, arbetade man också med en ny, mycket mindre byggnad, avsedd för lågtryckshjälputrustning, dvs. att inhysa vattenrening och behandlingsmaskiner. Detta annex hade också i uppdrag att frigöra utrymme i pannrummet eftersom det senare skulle byggas ett högtryckshjälprum. Lågtryckshjälputrymmena slutfördes 1939 och är belägna nära huvudbyggnaden, invid panna 8 och 10.
Det blev krig på nytt. Denna gång var det andra världskriget som bidrog till förseningar i montering och installation av högtrycksbyggnaden. De tre pannorna beräknades tas i drift 1940, men det dröjde tills året därpå innan lokalerna var klara. Panna 12 installerades i mars, panna 13 i april och panna 14 i augusti 1941.
Dock kunde pannorna inte åstadkomma en hög effekt eftersom de arbetade vid lågtryck. Man var tvungen att bygga högtryckshjälputrustning och justera turbinerna. Hjälputrustningsrummet fick ta plats inuti lågtryckspannrummet, och det blev nödvändigt att demontera panna 1 och 2 1943. Det var dock komplicerat att göra turbingrupp 2 och 3 kompatibla med högtrycksprogrammet, eftersom beställningen från den tyske tillverkaren kolliderade den med handelsembargo som gällde för hela Europa på grund av kriget.
Leveransen genomfördes till slut 1942 och gjorde det möjligt att starta produktion av el under högtryck under det kommande året. Under 1943 började panna 12 och 13 att försörja turbogenerator nummer 2, och under 1944 började panna 14 att försörja turbogenerator nummer 3.
På grund av kriget, ökade priset på kol stadigt samtidigt som dess kvalitet sjönk. Följaktligen skedde en ökning av kostnader som fyrdubblades på bara sex år (mellan 1939 och 1945). Å andra sidan ökade elproduktionen också gradvis för att uppnå maximala värden år efter år med toppen som nåddes år 1950, med ett rekord på 52 200 kW och en produktion på 216 miljoner kWh.
På grund av denna ökning i priserna på kol blev de tre högtryckspannorna något modifierade 1948 för att anpassa dem att bränna nafta (olja), ett derivat av olja, som då var billigare än kol. Det var också nödvändigt att bygga en reservoar för flytande bränsle med en kapacitet på 8 000 m³ belägen i Praça de Carvão (Koltorget).

#### Panna 15
Under 1944 planerade CRGE ett projekt för att ersätta de gamla pannorna och generatorerna med utrustning anpassad till den tiden. Till följd av den tekniska utvecklingen, och senare på grund av ökad förbrukning av el, utvecklades detta projekt från en utökning till skapandet av ett nytt produktionscentrum, faktiskt ett nytt kraftverk. Samma år godkändes Lei de Electrificação Nacional (lagen om nationell elektrifiering), som syftade till en förändring av den portugisiska energipolitiken och att prioritera system för produktion av vattenkraftsbaserad energi. Detta innebar att projektet för ett nytt kraftverk nekades eftersom det stred mot lagen. Efter flera överklaganden till regeringen beviljades CRGE slutligen 1948 att genomföra en minimal utbyggnad av Central Tejo, vilket resulterade i anskaffning och installation av en ny panna, nummer 15.
Även denna panna levererades av Babcock & Wilcox och installerades bredvid panna nummer 12. För att klara detta var man tvungen att riva den befintliga fasaden och cementera det nya området, alltid med samma teknik och estetik, metallstruktur och beklädnad i tegel. Arbetet påbörjades i början av 1950 och pågick till mitten av 1951, då arbetet slutfördes och den nya pannan togs i drift, vid en tidpunkt då Central Tejo redan användes som reservkraftverk.
De nästan tio år som gick mellan installationen av de första högtryckspannorna och den sista pannan gjorde att det blev stora skillnader mellan dem. Vid till exempel panna 15, som ursprungligen monterad med naftainsprutare (de installerades efterhand i övriga pannor), det rörliga gallret var lägre i höjd, kontrollbordet var mer avancerat vid registrering och dataläsning för driften av pannan, askpannan hade sex utkastare för aska och kol (de andra hade bara tre) och var även något större.

### Integrering i det nationella elnätet
Lagen om den nationella elektrifieringen prioriterade produktion från vattenkraftanläggningar och även att standardisera landets elektricitet via det nationella transmissionsnätet. Av dessa skäl blev Central Tejo från 1950-talet klassificerat som ett reservkraftverk, och fick på så vis agera på en sekundär nivå som stöd till sektorn för elproduktion, och dess nedgång påbörjades oundvikligen.
Den 21 januari 1951 invigdes kraftverket i Castelo de Bode, det första av flera stora vattenkraftverk son anstiftades utifrån lagen om den nationella elektrifieringen, för leverans av el till stora förbrukningscentrum som städerna Lissabon och Porto. Därefter blev Central Tejo ett reservkraftverk och begränsade sin verksamhet till de torra och svåra åren med låg vattennivå och fungerade som ett stöd till det nationella elnätet. Emellertid fortsatte man dock att producera el, dock endast med driften av en turbogrupp och två högtryckspannor.
Kraftverket verkade så mellan 1951 och 1968, med undantag för 1961. År 1953 var särskilt svårt på grund av bristande tillgång till vatten, och det blev då nödvändigt för kraftverket att arbeta under större delen av året, ofta överbelastat för att tillgodose behovet inte bara av sitt eget distributionsnät, utan också för att stödja det nationella nätverket. På 1960-talet demonterades och skrotades all lågtrycksutrustning.
Kraftverket var i drift sista gången den 14 augusti 1972, relaterat till politisk opposition mot regimens samhällsstyrning på den tiden. Den 9 augusti tidigare samma år skedde ett sabotage mot kraftledningarna som försörjde Lissabon, och gjorde staden strömlös. Under en vecka fick Central Tejo stå för produktionen av el för att kringgå problemet med eltillgången och mata in el till nätverket för distribution till Lissabon. De tidigare anställda arbetarna i fabriken, av vilka en del redan hade gått i pension, blev inkallade för att deras kunskaper och erfarenhet skulle sätta anläggningen i drift igen, och för att en sista gång skotta in kol i panna nummer 15. Man lyckades producera 1 200 678 kWh, ett restvärde eftersom detta bara var en femtedel av behovet för en dag i CRGE-nätverket. Kraftverkets sista dag i drift finns registrerad och där framgår att det buller och vibrationer som kraftverket åstadkommit i flera generationer nu tog slut en gång för alla.
Officiellt stängdes Central Tejo och togs ur bruk 1975.

## Elektricitetsmuseum
Efter förstatligandet av den portugisiska elsektorn 1975, integrerades tillgångarna i CRGE i det nya bolaget som bildades 1976: EDP – Electricidade de Portugal, och frågan om vad man skulle göra med det gamla Central Tejo uppkom. Där fanns ju en massa maskiner och en imponerande struktur. Svaret blev att anläggningen skulle återinvigas som ett museum för både vetenskap och industriell arkitektur.
Samma år som byggnaden förklarades som en kulturarvsbyggnad 1986, började museigruppen att förbereda Elektricitetsmuseet, som öppnade sina dörrar för allmänheten 1990.
Museets permanenta utställningar beskriver process, historik och arbete Central Tejo, samt de relevanta aspekterna i utvecklingen av den elektriska produktionen, allt ifrån de första upptäckterna inom elproduktion till de nya former för elproduktion som finns idag. Museet har även ett dokumentationscenter, ett specialbibliotek och en forsknings- och konserveringstjänst för all möjlig elanknuten utrustning, och befäster därmed den historiska studien av el i Portugal och bevarar relaterade minnen och fakta för framtiden.
Mellan 2001 och 2005 genomgick Central Tejo en restaurering på grund av på dess svaga bevarandestatus. Man rengjorde dess fasader och interiörer, konsoliderade dess järnstruktur, bytte ut tusentals tegelstenar och ändrade den museala inriktningen, vilket nu kan ses när man besöker det gamla Central Tejo, numera Elektricitetsmuseet.